# Johan Kenkhuis (zwemmer)
Johan Kenkhuis (Vriezenveen, 7 mei 1980) is een voormalig Nederlands topzwemmer, die zijn internationale seniorendebuut maakte bij de wereldkampioenschappen langebaan (50 meter) in Perth in 1998. Daar won de specialist op de vrije slag, als lid van de estafetteploeg op de 4×200 meter vrije slag, de zilveren medaille door de ploeg vanuit de series naar de finale te loodsen.
In datzelfde jaar behaalde Kenkhuis, begonnen bij zwemvereniging Arke de Dinkel uit Denekamp, tweemaal goud bij de Europese Jeugdkampioenschappen in Antwerpen: op de 100 en op de 200 meter vrije slag. Het 'jaar van de doorbraak' besloot hij met een gouden medaille op de 4×50 meter vrije slag bij de Europese kampioenschappen kortebaan (25 meter) in Sheffield.

## Carrière
Zijn carrière leek in 2002 in het slop te raken. Kenkhuis was, zowel mentaal als fysiek, opgebrand en liet de grote toernooien schieten. Onder leiding van trainer-coach Fedor Hes hervond hij zich evenwel bij Topzwemmen Amsterdam. Nog datzelfde jaar maakte hij deel uit van de winnende estafetteploeg 4×50 meter vrije slag bij de EK kortebaan in Riesa. Twee jaar later, bij zijn tweede olympische optreden bij de Olympische Spelen van Athene (2004), won hij met Pieter van den Hoogenband, Mitja Zastrow en Klaas-Erik Zwering de zilveren medaille op de 4×100 meter vrije slag.
Met die prestatie spoelde Kenkhuis de bittere smaak weg van de mislukte missie van de 4×100-ploeg bij de Olympische Spelen van Sydney (2000), toen de estafetteformatie in de series werd gediskwalificeerd wegens een te vroege overname van Dennis Rijnbeek.
Bij de EK kortebaan 2005 behaalde Kenkhuis een gouden en een bronzen medaille. Op de 50 meter vrije slag moest hij Mark Foster en Frédérick Bousquet voor laten gaan, waardoor hij als derde aantikte. Samen met Mark Veens, Mitja Zastrow en Gijs Damen zwom Kenkhuis naar een officieus (want niet erkend) wereldrecord op de incourante 4×50 meter vrije slag, hetgeen hem en Nederland een gouden medaille opleverde.
In 2006 nam hij afscheid van het zwemmen tijdens het EK kortebaan in Helsinki.
Sinds de Olympische Zomerspelen 2012 in Londen is Kenkhuis de vaste zwemanalist van NOS Sport.

## SwimGym
In 2017 opende Johan Kenkhuis zijn eigen zwembad in Amsterdam, SwimGym. Daarnaast lanceerde Kenkhuis in 2020 een digitaal platform voor zwemtraining. 